# Catena Arena
Catena Arena, tidigare Lindab Arena, är en ishall i Ängelholm i Sverige tillika Rögle BK:s hemmaplan i SHL. Catena Arena ersatte gamla Ängelholms Ishall efter omfattade renovering och blev spelklar i september 2008, helt färdigställd i januari 2009.
Catena Arena har en maxkapacitet på 6 310 åskådare vid ishockeymatch. Inför Rögle BK:s återinträde i SHL 2015 krävdes en ombyggnad för att möta Svenska Hockeyligans dåvarande regelverk. För att kunna utöka antalet sittplatser från 3 000 till 4 000 sänktes ispisten 60 cm, för att på så sätt få in fler stolsrader längs sargen. Samtidigt minskades antalet ståplatser med motsvarande, från 2 150 till 1 150 åskådare. 
Arenan invigdes lördagen den 20 september 2008 med Rögle BK:s premiärmatch i Elitserien 2008–2009 mot Färjestads BK. Bröderna Kenny Jönsson och Jörgen Jönsson spelade för första gången mot varandra. Brodern Kenny och Rögle gick segrande ur kampen när slutsignalen ljöd och matchen slutade 4-1 till hemmalaget. Jakob Johansson blev förste målskytt i den nya arenan när han gjorde 1-0, 9.58 in i den första perioden. Assisterad av Kenny Jönsson och målvakten Christopher Nihlstorp. 
I samband med att Arenastaden Ängelholm utvecklades, fattades under sommaren 2020 beslut om att en ny omfattande utbyggnad av Catena Arena skulle inledas. Maxkapaciteten i åskådare vid ishockeymatch utökades från 5 051 till 6 310 personer. En ny våning tillkom då taket höjdes med ca 7 meter. I arbetet ingick också nya balkongläktare, loger och större restaurang- och samlingsytor. Den första etappen inleddes hösten 2020 med uppförandet av en ny isträningshall, denna stod färdig i augusti 2021. Catena Arena återinvigdes med fullsatta läktare i samband med matchen mellan Rögle och Brynäs den 10 mars 2022.